# تقی‌آباد (بهاباد)
تقی‌آباد روستایی در دهستان بنستان بخش آسفیج شهرستان بهاباد استان یزد ایران است.

## جمعیت
بر پایه سرشماری عمومی نفوس و مسکن در سال ۱۳۹۵ جمعیت این روستا کمتر از ۳ خانوار بوده‌است.